# Lardirago
Lardirago (lombardul: Lardirà) település Olaszországban, Lombardia régióban, Pavia megyében. Lakosainak száma 1180 fő (2023. január 1.). Lardirago Bornasco, Ceranova, Roncaro, Sant’Alessio con Vialone és Marzano községekkel határos.

## Népesség
A település lakossága az elmúlt években az alábbi módon változott:
| Lakosok száma | 1180 | 1154 | 1180 |
|               | 2017 | 2018 | 2023 |